# Hamburg-Bergstedt

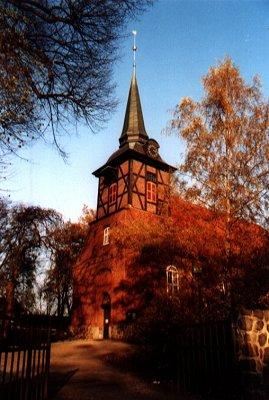
Kerk van Bergstedt

 Bergstedt  is een stadsdeel (‘’Stadtteil’’) van Hamburg in het district Hamburg-Wandsbek.

## Geografie
Bergstedt ligt in het noorden van Hamburg en behoort tot de ‘’Walddörfer’’.

## Geschiedenis
In1248 werd het dorp, dat destijds een Saksisch ringdorp was, voor het eerst vermeld onder de naam Bericstede. De naam heeft dus niets met een berg ( als verhoging in het landschap) te maken, maar verwijst naar “een veilige woonplaats van ene Beric".
In de 1345 werd het dorp in leen gegeven aan het kapittel van de Dom van Hamburg.
In de 16e eeuw verviel het aan de hertogen van Holstein-Gottorp, waarna het tussen 1750 en 1773 weer aan Hamburg werd beleend.
Vanaf 1889 vormde Bergstedt samen met de gemeente Hoisbüttel ( nu Ammersbek ) en beheerseenheid binnen de Kreis Stormarn.
In 1937 werd Bergstedt ( zonder Hoisbüttel ) bij Hamburg ingelijfd.

## Bezienswaardigheden

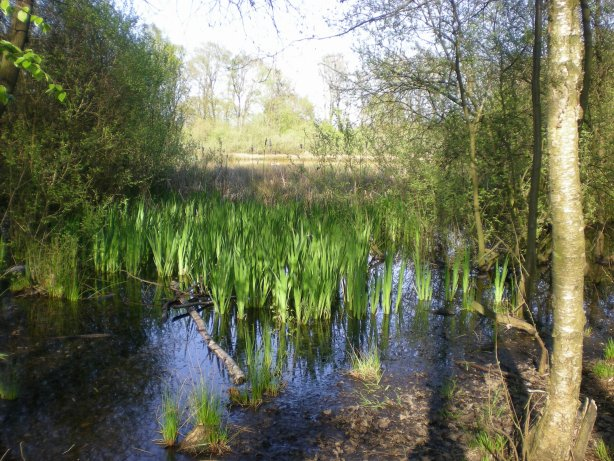
Timmermoor

- De kerk van Bergstedt dateert uit begin 13e eeuw. De vakwerktoren werd in 1745 bijgebouwd. Het interieur bevat ook interessante stukken, waaronder de 17e-eeuwse preekstoel, het oksaal en het orgel.
- Landhaus Mahr uit 1912, architect Hermann Distel.
- De Alte Mühle op de Saselbek.
- De natuurgebieden Timmermoor, Rodenbeker Quellental en Hainesch/Iland.

## Verkeer
Bergstedt wordt door de Bundesstrasse 434 ( Hamburg-Lübeck) doorsneden.
Meerdere buslijnen verbinden Bergstedt met de nabijgelegen stations:
- Hoisbüttel, Buckhorn en Volksdorf op lijn U1 van de Metro van Hamburg
- Poppenbüttel op lijn S1 van de S-Bahn